# Edificio Grassy
L'Edificio Grassy è un edificio storico che si trova a Madrid al numero civico 1 della Gran Via.

## Storia
Terminato nel 1917, l'edificio fu uno dei primi a essere costruiti lungo l'appeno inaugurato primo tratto della Gran Via. Venne progettato dall'architetto spagnolo Eladio Laredo come edificio da reddito per Luis Ocharán Mazas. L'artista Daniel Zuloaga partecipò alla decorazione del palazzo realizzando dei pannelli ceramici per la facciata.

## Descrizione
L'edificio presenta uno stile eclettico, molto comune dell'architettura madrilena dell'epoca. Situato in un lotto di pianta triangolare all'angolo tra la Gran Via e la Calle del Caballero de Gracia, è composto da due blocchi aventi ingressi indipendenti. Il nome con cui è conosciuto l'edificio si deve al negozio di orologeria di Alejandro Grassy installatosi al pian terreno nel 1952.